# عملية لابرادور

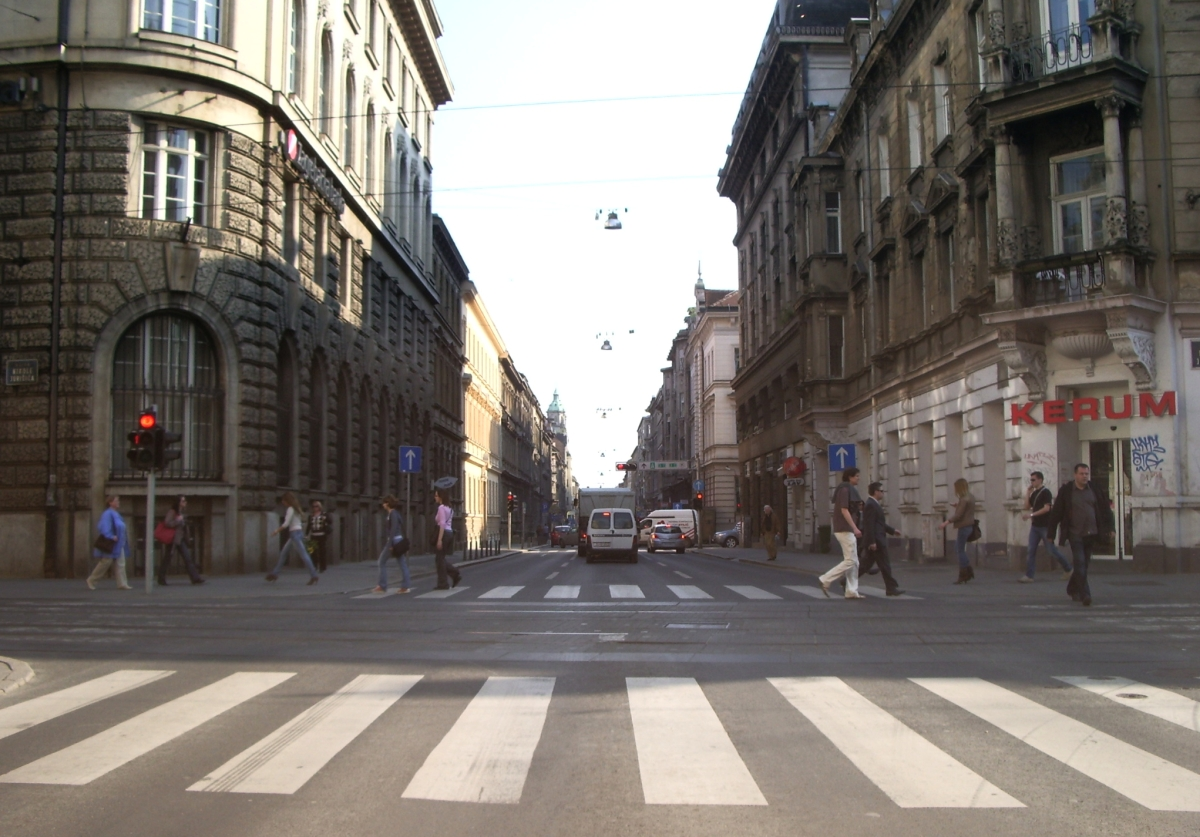

عملية لابرادور، هي عملية رفع راية كاذبة نفذتها دائرة مكافحة التجسس التابعة لسلاح الجو اليوغوسلافي في العاصمة الكرواتية زغرب خلال المراحل الأولى من حرب الاستقلال الكرواتية. أُعدت هذه العملية كسلسلة من الهجمات الإرهابية التي تهدف إلى تصوير كرواتيا كدولة مؤيدة للفاشية. نُفذ تفجيران في 19 أغسطس عام 1991؛ كان أحدهما في مركز الجالية اليهودية والثاني بالقرب من المقابر اليهودية في مقبرة ميروغوي؛ دون تسجيل أي إصابات. استهدفت هجمات إضافية -كانت تحاول توريط الرئيس الكرواتي- شبكة السكك الحديدية الوطنية. استُكملت عملية لابرادور بعمليات الأوبرا؛ وهي حملة دعائية ابتكرتها دائرة مكافحة التجسس التابعة سلاح الجو اليوغوسلافي لتغذية وسائل الإعلام بمعلومات مضللة.
تخلى سلاح الجو اليوغوسلافي عن العديد من أنشطة عملية لابرادور في شهر سبتمبر بعد أن استولت السلطات الكرواتية على المقر الإقليمي للقوات الجوية اليوغوسلافية في زغرب وصادرت الوثائق المتعلقة بالعملية.
استغرقت السلطات شهرًا تقريبًا في تحليل الوثائق التي استولت عليها، الأمر الذي أتاح الوقت للمشاركين الرئيسيين في التفجير بالفرار، وأُلقي القبض على 15 آخرين لهم صلة بالهجوم وأّطلق سراحهم لاحقًا في عملية لتبادل الأسرى.
حُوكم خمسة عملاء تابعين لدائرة مكافحة التجسس لسلاح الجو اليوغوسلافي متورطين في عملية لابرادور في جمهورية يوغوسلافيا الاتحادية بتهمة الإرهاب وبُرّئوا. اعتقلت السلطات الكرواتية اثنين آخرين من العملاء الذين كانوا جزءًا من العملية وحاكموهما غيابيًا مع سبعة عملاء آخرين، إذ بُرّئ العملاء المحتجزون وأُدين الذين حوكموا غيابيًا.
أكدت شهادة العميل السابق في دائرة مكافحة التجسس لسلاح الجو اليوغوسلافي الرائد مصطفى شانديتش أثناء محاكمة سلوبودان ميلوشيفيتش في المحكمة الجنائية الدولية السابقة ليوغوسلافيا في عام 2002 على وجود عملية لابرادور.

## المعلومات الأساسية
وقع تمرد في كرواتيا في أغسطس عام 1990، وتمركز في المناطق التي ينحدر غالبية سكانها الصرب من مناطق دالمسيا النائية الواقعة بالقرب من كنين مثل ليكا وكردون وبانوفينا وكرواتيا الشرقية؛ وقد سُميت هذه المناطق لاحقًا بمنطقة «ساو كراينا» (ساو تعني صربيا المتمتعة بالحكم الذاتي). أعلنت حكومة كرواتيا أن حركة انفصال ساو كراينا، بعد إعلان القادة المحليين عن رغبتهم في دمج هذه المنطقة إلى كرواتيا، هي تمرد.
تفاقم النزاع بحلول مارس عام 1991 ليصل إلى حرب الاستقلال الكرواتية، وأعلنت كرواتيا في يونيو عام 1991 استقلالها مع إعلان تفكك يوغوسلافيا، وسُميت في 19 ديسمبر عام 1991 جمهورية كراينا الصربية.
شُكل الحرس الوطني الكرواتي في مايو عام 1991 بسبب عدم قدرة جيش يوغوسلافيا الشعبي  بقيادة ساو كراينا، والشرطة الكرواتية على التعامل مع الظروف. أُعيق تطوير الجيش الكرواتي بسبب حظر الأسلحة الذي فرضته الأمم المتحدة في سبتمبر؛ مع استمرار تصعيد الصراع العسكري في كرواتيا، ما دفع الجيش الوطني اليوغوسلافي إلى الاحتفاظ بقوات كبيرة في العاصمة الكرواتية زغرب طيلة عام 1991.

## التفجيرات
نفذت دائرة مكافحة التجسس التابعة لسلاح الجو اليوغوسلافي في أغسطس عام 1991 سلسلة من الأنشطة التي أُطلق عليها اسم عملية لابرادور، وذلك بهدف تشويه سمعة الحكومة الكرواتية الجديدة. خُطط لعملية لابرادور لتشمل العديد من الهجمات الإرهابية التي تعمل بالتوازي مع عملية أوبرا -وهي حملة دعائية ابتكرتها دائرة مكافحة التجسس التابعة لسلاح الجو اليوغوسلافي لتغذية وسائل الإعلام بمعلومات مضللة-؛ واللتين تهدفان إلى تصوير كرواتيا كدولة مؤيدة للفاشية. كان «أوبرا المستشرقة» هو الاسم البديل لعملية أوبرا.
ترأس الكولونيل العام سلوبودان راكوفيتش -رئيس فرع القوات الجوية اليوغوسلافية لدائرة مكافحة التجسس التابعة لسلاح الجو اليوغوسلافي- عملية لابرادور التي مقرها في زيمون، وكلف كل من المقدم إيفان سابولوفيتش والرائد سيدو كينيفيتش بالتحكم في عمليات لابرادور في زغرب؛ والمقدم رادينكو رادوجيتش بتخزين كمية كبيرة من المتفجرات في زغرب والمناطق المحيطة بها، ثم زرع أجهزة متفجرة في مواقع محددة. خُزنت متفجرات وذخائر في عدة مواقع أخرى.
قُصف في 19 أغسطس كل من مركز الجالية اليهودية في شارع بالموتيسيفا في زغرب والمقابر اليهودية في مقبرة ميروغوي؛ كجزء من عملية لابرادور، إذ تسببت الانفجارات بأضرار في الممتلكات دون حدوث أي أصابات. لم تكن هنالك أي مطالبات علنية لتحديد المسؤولين عن الهجوم.
كان يُعتقد، بغض النظر عن الانفجارين اللذين وقعا في زغرب، أن العملاء المعنيين بعملية لابرادور هم نفسهم المسؤولون عن تفجير خط سكة الحديد الذي يصل بين زغرب وبلغراد والواقع بالقرب من فينكوفسي وخط سكة الحديد الذي يصل بين غلينا وفوينيتش. نُسبت الهجمات على خطوط السكك الحديدية إلى عملية أوبرا.

## التداعيات
اتهم جوزيف مانوليتش -الذي عُين للتو رئيسًا لجهاز المخابرات الكرواتي- المتطرفين اليمينيين الكرواتيين بالتفجيرات التي وقعت في زغرب، وتم التخلي عن عملية لابرادور بعد أن استولت الشرطة الوطنية والحرس الوطني الكرواتي في 15 سبتمبر عام 1991على مقر سلاح الجو اليوغوسلافي في زغرب خلال معركة الثكنات العسكرية.
تضمنت المواد التي استُولي عليها داخل المنشأة رموزًا وأقراصًا حاسوبية تحتوي معلومات تتعلق بعملية لابرادور بالإضافة إلى ملاحظات سابولوفيتش، إذ سلّم سابولوفيتش المواد إلى رئيسه المباشر في المقر الرئيسي ميركو ماتريتش؛ والذي فشل في تدميرها. لاذ سابولوفيتش بالفرار من زغرب استجابة لذلك.
استغرقت الشرطة الكرواتية قرابة الشهر لتحليل المواد التي استُولي عليها بشكل صحيح وللكشف عن عملية لابرادور، وادعى سابولوفيتش في وقت لاحق أنه قد فُكّك جزء فقط من شبكة عملية لابرادور، لكنه تعارض مع الرائد مصطفى شانديتش الذي عُيّن في مقر دائرة مكافحة التجسس التابعة لسلاح الجو اليوغوسلافي في زيمون.
أطلقت أجهزة الاستخبارات الكرواتية في خريف عام 1991 عملية مشتركة بين جميع أجهزة المخابرات الكرواتية تُسمى «العملية الانكشارية»، التي تهدف إلى تفكيك ما تبقى من شبكة دائرة مكافحة التجسس في كرواتيا. فُوّضت هذه العملية إلى إيفان فيكيتش وجوجكو شوشاك، ثم وزيري الداخلية والدفاع، وبصورة أولية برئاسة جوزيب بيركوفيتش.
أُلقي القبض على خمسة عشر مشتبهًا به حتى نهاية عام 1991، وتمت مبادلتهم لاحقًا مع أنطون كيكا، الذي ألقى الجيش الوطني اليوغوسلافي القبض عليه أثناء تهريبه حمولة أسلحة إلى كرواتيا عبر الطائرة.
صدر عن العملية أيضًا قائمة بأسماء عملاء دائرة مكافحة التجسس التابعة لسلاح الجو اليوغوسلافي المُشتبه بهم في كرواتيا، والتي احتوت على 1789اسمًا واسمًا مستعارًا.
حُوكم راكوفيتش وسابولوفيتش ورادوجيتش واثنان آخران من عملاء دائرة مكافحة التجسس التابعة لسلاح الجو اليوغوسلافي السابقين في بلغراد عام 1993، ووُجهت إليهم جميعًا تهمة التحريض على الإرهاب وجرائم أخرى، ولكن تمت تبرئتهم جميعًا. اعتُقل رادوجيتش مرة أخرى في زغرب في أواخر عام 1993، وانتهت محاكمته مع ثمانية متهمين آخرين مُشتبه بهم بعمليات لابرادور وأوبرا ومعتقلين آخرين في زغرب ببراءة رادوجيتش وراتومير مايبراد الذين كانوا محتجزين، وبإدانات لجميع المتهمين الآخرين الذين حُوكموا غيابيًا.
صرّح أنديتش في شهادته في محاكمة سلوبودان ميلوشيفيتش في المحكمة الجنائية الدولية ليوغوسلافيا السابقة عام 2002 بأن جميع عملاء عملية لابرادور غادروا زغرب وأخذوا معهم المستندات المتبقية، وأكد أيضًا أن دائرة مكافحة التجسس التابعة لسلاح الجو اليوغوسلافي كان لديها شبكة واسعة من المخبرين داخل أجهزة الاستخبارات والاتحاد الديمقراطي الكرواتي الحاكم عام 1991. شهد أنديتش أن تفجير السكك الحديدية الذي حصل بالقرب فينكوفتشي كان يهدف إلى توريط الرئيس الكرواتي فرانجو تومان.
أُصلحت الأضرار التي لحقت بتفجير مركز الجالية اليهودية بأموال حكومية بين فبراير وسبتمبر عام 1992.